# Adolf II. von der Mark
Adolf II. († 1347) regierte die Grafschaft Mark und später auch die Grafschaft Kleve. Er war der erstgeborene Sohn von Graf Engelbert II. von der Mark und dessen Frau Matilda von Arenberg. Brüder waren Eberhard I. von der Marck-Arenberg,  Everhard von der Mark (Dompropst in Münster) und Engelbert III. von der Mark (1364 bis 1368 Erzbischof von Köln) und eine Schwester Katharina war Äbtissin im Stift Essen.
Adolf II., der auch Vogt des Stifts Essen war, erreichte dort 1337, dass seine Schwester Katharina von der Mark dort nach Abdankung Kunigundes von Berg zur Äbtissin gewählt wurde.
Durch Adolfs II. Ehe mit der Gräfin Margarete von Kleve, der Tochter des Grafen Dietrich VII./IX. von Kleve und Erbin der Grafschaft Kleve, konnte sein Sohn später auch diese Grafschaft übernehmen.
Er ist nicht zu verwechseln mit seinem Onkel Adolf II., Bischof von Lüttich.

## Familie
Er war zweimal verheiratet. Seine erste Frau war Irmgard von Kleve († 1362), die Tochter Ottos von Kleve. Das Paar wurde 1324 geschieden. Seine zweite Frau wurde Margaretha von Kleve († nach 1348). Das Paar hatte folgende Kinder:
- Engelbert III (1333–1391), Graf von Kleve

⚭ 1354 Richardis von Jülich (* 7. März 1314; † 7. März 1360), Witwe von Herzog Otto IV. von Niederbayern (1307–1334)
⚭ Elisabeth von Sponheim und Vianden (1365–1417); die Witwe heiratete danach Erbprinz  Ruprecht Pipan (1375–1397)
- Margarete ⚭ 1357 Johann von Nassau
- Mechtild  ⚭ 1371 Eberhard II. von Isenburg, Graf von Grenzau († nach 17. Januar 1395)[2]
- Adolf († 1394), 1357 Bischof von Münster, 1363 Erzbischof von Köln (Adolf II. von der Mark) und später Graf von Kleve.
- Dietrich, Graf von Mark-Dinslaken-Duisburg († 1406).
- Elisabeth ⚭ Gumprecht I. von Alpen und Garsdorf († um 1381) aus dem Haus Heppendorf, Kölner Erbvogt